# 그란 투리스모 (영화)
《그란 투리스모》(영어: Gran Turismo)는 2023년 개봉한 미국의 전기, 성장, 스포츠 드라마 영화이다. 닐 블롬캠프가 감독을 맡았으며, 폴리포니 디지털의 동명 게임 시리즈가 영화의 원작이다.

## 출연진
- 아치 매덱 - 잰 마든버러 역
  - 얀 마든버러 - 매덱의 스턴트 더블
- 데이비드 하버 - 잭 솔터 역
- 올랜도 블룸 - 대니 무어 역
- 히라 다케히로 - 야마우치 가즈노리 역
  - 야마우치 가즈노리 - 도쿄의 스시 주방장 역
- 대런 바넷 - 매티 데이비스 역
- 제리 할리웰 - 레슬리 마든버러 역
- 자이먼 혼수 - 스티브 마든버러 역
- 조샤 스트라도스키 - 니컬러스 카파 역
- 대니얼 푸이그 - 코비 마든버러 역
- 메이브 코티어릴리 - 오드리 역
- 페페 바로소 - 안토니오 크루즈 역
- 에밀리아 하트퍼드 - 리아 베가 역
- 이상헌 - 이주환 역
- 막스 문트 - 클라우스 호프만 역
- 마리아노 곤살레스 - 헨리 에바스 역
- 하키 밤브라 - 아비 바트 역
- 린지 패티슨 - 클로이 매코믹 역
- 테도 크리스틴 - 마르셀 듀랑 역
- 나이얼 맥셰어 - 프레데리크 슐린 역
- 제이미 케나 - 잭 맨 존스 역
- 토마스 크레치만 - 파트리스 카파 역
- 리처드 케임브리지 - 펠릭스 역
- 니킬 파머 - 퍼솔 역